# Perpetual Flame
Perpetual Flame šesnaesti je studijski album švedskog gitarista Yngwieja Malmsteena i njegove grupe Rising Force. Objavljen je 13. listopada 2008. u Europi te 14. listopada 2008. u SAD-u i Kanadi. Prvi je album nakon objave Unleash the Fury (2005.) i prvi s bivšim pjevačem Judas Priesta i Iced Eartha, Timom "Ripper" Owensom. Na albumu klavijature svira Derek Sherinian.
Album je producirao sam Malmsteen, koji je također radio kao inženjer zvuka. Miksao ga je Roy Z, a masterirao Maor Appelbaum.
Pjesme "Red Devil", "Damnation Game" i "Caprici di Diablo" dostupne su za preuzimanje u igrama Rock Band i Rock Band 2 od 25. studenog 2008.
Zbog nepoznatog razloga, pjesma "Four Horsemen (Of the Apocalypse)" nije uključena u japansku verziju.
Na turneji, Malmsteenu su se pridružili Bjorn Englen na bas-gitari i Michael Troy na klavijaturama.

## "Tide of Desire" i "Eleventh Hour"
Tekst za pjesmu "Tide of Desire" napisan je, ali pjesma nije objavljena na albumu. Tekst govori o tomu kako nema odustajanja, o trajnoj vatri i plamenu koji još uvijek gori; teme su očito bile inspiracija za ime albuma. Kada su ga pitali u nedavnom intervjuu, Yngwie je rekao da će pjesma biti objavljena na sljedećem albumu. "Tide Of Desire" je na kraju objavljena na Yngwievom albumu iz 2010., Relentless.
Jedanaesta pjesma na albumu napisana je na tri drugačija načina. Na poleđini albuma, pjesma se zove "Leventh Hour", dok je unutar albuma, na popisu pjesama naziv "Eleventh Hour". Konačno, unutar albuma pjesma se zove "The Eleventh Hour". Na iTunesu, "Eleventh Hour" se zove "Leventh Hour".
Također, tri instrumentalne pjesme nisu spomenute u prvom objavljivanju albuma. Pjesma "Lament" spomenuta je unutar albuma kao instrumentalna pjesma koju je napisao Yngwie J. Malmsteen, ali ostale dvije, "Caprici Di Diablo" i "Heavy Heart", nisu spomenute. Svi problemi oko pjesama, kasnije su ispravljeni.

## Recenzije
Album je uglavnom naišao na pozitivnu reakciju kritičara. Greg Prato, kritičar Allmusica, rekao je da je ovo vjerojatno najbolji album Yngwieja dosad.

## Popis pjesama
Tekstovi: Yngwie Malmsteen. 
| 1.    | »Death Dealer«                      | 5:26 |
| 2.    | »Damnation Game«                    | 5:04 |
| 3.    | »Live to Fight (Another Day)«       | 6:13 |
| 4.    | »Red Devil«                         | 4:07 |
| 5.    | »Four Horsemen (Of the Apocalypse)« | 5:23 |
| 6.    | »Priest of the Unholy«              | 6:47 |
| 7.    | »Be Careful What You Wish For«      | 5:29 |
| 8.    | »Caprici di Diablo«                 | 4:28 |
| 9.    | »Lament«                            | 4:31 |
| 10.   | »Magic City«                        | 7:26 |
| 11.   | »Eleventh Hour«                     | 8:03 |
| 12.   | »Heavy Heart«                       | 5:58 |
| 66:09 |                                     |      |

## Zasluge
- Yngwie Malmsteen — glavna i ritam gitara, bas-gitara, prateći vokali i glavni vokali u pjesmi "Magic City".
- Tim "Ripper" Owens — glavni vokali
- Derek Sherinian — klavijature
- Patrick Johansson — bubnjevi

Ostalo osoblje
- Roy Z — miksanje
- Maor Appelbaum — mastering